# Mýtne Ludany
Mýtne Ludany – wieś (obec) na Słowacji położona w kraju nitrzańskim, w powiecie Levice. Pierwsze wzmianki o miejscowości pochodzą z roku 1388. 
Według danych z dnia 31 grudnia 2012, wieś zamieszkiwało 985 osób, w tym 496 kobiet i 489 mężczyzn.
W 2001 roku rozkład populacji względem narodowości i przynależności etnicznej wyglądał następująco:
- Słowacy – 53,62%
- Czesi – 0,45%
- Węgrzy – 45,71%

Ze względu na wyznawaną religię struktura mieszkańców kształtowała się w 2001 roku następująco:
- Katolicy rzymscy – 59,31%
- Ewangelicy – 10,93%
- Ateiści – 2,45%
- Przedstawiciele innych wyznań – 0,11%
- Nie podano – 0,56%